# Brenchley
Brenchley – wieś w Anglii, w hrabstwie Kent, w dystrykcie Tunbridge Wells. Leży 17 km na południowy zachód od miasta Maidstone i 54 km na południowy wschód od centrum Londynu. W 2001 miejscowość liczyła 2715 mieszkańców.